# 10256 Vredevoogd
10256 Vredevoogd este un asteroid din centura principală de asteroizi.

## Descriere
10256 Vredevoogd este un asteroid din centura principală de asteroizi. A fost descoperit pe 16 octombrie 1977 la Observatorul Palomar de Cornelis Johannes van Houten, Ingrid van Houten-Groeneveld și Tom Gehrels. Asteroidul prezintă o orbită caracterizată de o semiaxă mare de 2,28 ua, o excentricitate de 0,10 și o înclinație de 5,9° în raport cu ecliptica.